# Zuid-Afrika Spectrum
Spectrum is een tweetalig tijdschrift dat in Nederland uitgegeven wordt en als informatietijdschrift dient voor iedereen in Nederland en België die in Zuid-Afrika belang stelt. In het tijdschrift staan veel diepte-artikelen over actuele ontwikkelingen in de politiek, letterkunde en geschiedenis van Zuid-Afrika, geschreven in zowel Afrikaans als Nederlands. De activiteiten van de Stichting Zuid-Afrikahuis Nederland en de nieuwste boeken van de Afrikaanse bibliotheek van het Zuid-Afrikahuis worden in het blad aangekondigd.
Spectrum verscheen in 2018-2019 in gedrukte vorm viermaal per jaar onder de titel Zuid-Afrika Spectrum. Per 1 januari 2020 is het een digitaal tijdschrift onder de naam Spectrum dat tien keer per jaar verschijnt. Het blad gaat terug tot 1904 en heeft verschillende (onder)titels gehad. Het wordt uitgegeven door de Stichting Zuid-Afrikahuis Nederland. Het secretariaat is gevestigd in het Zuid-Afrikahuis.

## Geschiedenis
Het blad bestaat sinds 1904 onder verschillende namen. Het betreffen echter allemaal voortzettingen. In 1904 begon de Nederlands Zuid-Afrikaanse Vereniging (NZAV) met een wekelijks tijdschrift voor haar leden, genaamd de Zuid-Afrikaansche Post. Op het hoogtepunt had het tijdschrift een oplage van 700 leden. In 1909 ging het blad ter ziele, omdat de NZAV het blad niet langer kon bekostigen.
Vrijwel direct werd het opgevolgd door een blad, Maandblad Hollandsch Zuid-Afrika, van de Zuid-Afrikaanse Stichting Moederland (ZASM), die dankzij Britse herstelbetalingen na de Tweede Boerenoorlog goed bij kas zat. De ZASM begon al eerder activiteiten van de NZAV te subsidiëren en zette nu het blad voort, dat bovendien gratis werd voor leden van de NZAV.
In 1924 veranderde het blad van naam. De redactie vond dat "Afrikaners zich aan Nederlands' culturele voogdij ontworsteld en een volstrekt eigen identiteit ontwikkeld" hadden. Het woord Hollandsch werd uit de titel geschrapt. Voortaan heette het tijdschrift Maandblad Zuid-Afrika.
Tijdens de apartheid kwam het tijdschrift samen met de NZAV en de ZASM in een soort van niemandsland terecht. Het Maandblad wilde een kritische dialoog met de Zuid-Afrikaanse apartheidsregering behouden, terwijl andere maatschappelijke organisaties een culturele, politieke en economische boycot van Zuid-Afrika wilden. De Zuid-Afrikaanse regering vond het tijdschrift echter te kritisch.
Na de afschaffing van de apartheid verdwenen al snel de meeste Nederlandse organisaties die zich bezig hielden met Zuid-Afrika. Rond 2000 waren alleen de samenwerkende organisaties rond het Zuid-Afrikahuis over. In 2010 wilde de ZASM het Zuid-Afrikahuis echter voor enkele miljoenen verkopen om de activiteiten van alle organisaties rond het Zuid-Afrikahuis te bekostigen. De koop werd afgewend, maar de samenwerkende organisaties werden wel geherstructureerd. Zo gingen ZASM en de NZAV, die inmiddels het Maandblad Zuid-Afrika uitgaf, in 2016 samen verder als de Stichting Zuid-Afrikahuis Nederland, die het Maandblad Zuid-Afrika bleef uitgeven.
Begin 2018 werd echter ook het Maandblad Zuid-Afrika geherstructureerd en voortgezet als Zuid-Afrika Spectrum om in 2020 in digitale vorm te voort te gaan. 

### Oude titels
| Periode    | Naam                             | Verschijning       | Blad van | Hoofdredacteur                                   | Opmerking                     |
| ---------- | -------------------------------- | ------------------ | --- | ------------------------------------------------ | ----------------------------- |
| 1904-1909  | Zuid-Afrikaansche Post           | wekelijks          | Nederlands Zuid-Afrikaanse Vereniging | M.P.C. Valter                                    | Voor leden van de NZAV        |
| 1909-1924  | Maandblad Hollandsch Zuid-Afrika | maandelijks        | Zuid-Afrikaanse Stichting Moederland | Johan Visscher (1909-1921) J.W. Pont (1921-1924) | Gratis voor leden van de NZAV |
| 1924-2017  | Maandblad Zuid-Afrika            | maandelijks        | Zuid-Afrikaanse Stichting Moederland (1924-±2005) Nederlands Zuid-Afrikaanse Vereniging (±2005-2014) Stichting Zuid-Afrikahuis Nederland (2016-2017) | J.W. Pont (1924-1938) Ingrid Glorie (2012-2017)  |                               |
| 2018–2019  | Zuid-Afrika Spectrum             | eens per kwartaal  | Stichting Zuid-Afrikahuis Nederland | Ingrid Glorie                                    | Voor Vrienden van SZAHN       |
| 2020-heden | Spectrum                         | tien keer per jaar | Stichting Zuid-Afrikahuis Nederland | Team Zuid-Afrikahuis                             | Voor Vrienden van SZAHN       |